# Pinetop-Lakeside
Pinetop-Lakeside is een plaats (town) in de Amerikaanse staat Arizona, en valt bestuurlijk gezien onder Navajo County.

## Demografie
Bij de volkstelling in 2000 werd het aantal inwoners vastgesteld op 3582.
In 2006 is het aantal inwoners door het United States Census Bureau geschat op 4442, een stijging van 860 (24.0%).

## Geografie
Volgens het United States Census Bureau beslaat de plaats een oppervlakte van
29,4 km², waarvan 29,2 km² land en 0,2 km² water.

## Plaatsen in de nabije omgeving
De onderstaande figuur toont nabijgelegen plaatsen in een straal van 40 km rond Pinetop-Lakeside.